# تازة كند أخوند
تازة كند أخوند هي قرية في مقاطعة مرند، إيران. عدد سكان هذه القرية هو 2,832 في سنة 2006.